# Furján vára
Furján vára (horvátul: Grad Furjan), várrom Horvátországban, a Szluinhoz tartozó Sastavak falu határában.

## Fekvése
Gornji Furjantól délkeletre, de már Sastavak falu határának nyugati részén fekvő magaslaton áll.

## Története
A vár építési ideje nem ismert. A Frangepánok terzsaci uradalmához tartozott. Sokolacnak is nevezik.

## A vár mai állapota
A szabálytalan háromszög alakú építmény volt, délkeleti falában egy egykor kúp alakú tetővel fedett hengeres lakótoronnyal, melynek falai ma is több emelet magasan állnak. Egykori várudvara sűrű bozóttal van benőve, az ezt övező falak néhány helyen még 2-3 méter magasan állnak. A vár egyéb építményeinek nem maradt nyoma. 